# Cantó de Douai-Nord-Est

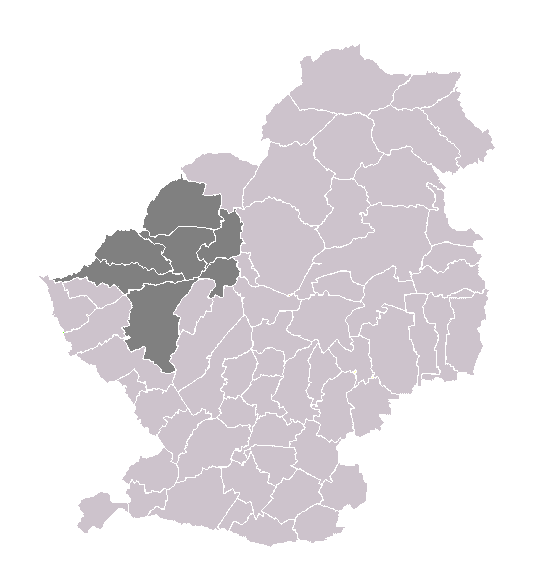
Cantó de Douai-Nord-Est al districte

El cantó de Douai-Nord-Est és una divisió administrativa francesa, situada al departament del Nord i la regió dels Alts de França.

## Composició
El cantó de Douai-Nord aplega les comunes següents :
- Auby
- Douai
- Flers-en-Escrebieux
- Râches
- Raimbeaucourt
- Roost-Warendin

## Història
| Date d'elecció                        | Identitat        | Partit |
| ------------------------------------- | ---------------- | ------ |
| 1998 - 2004                           | Aldebert Valette | PCF    |
| 2004 -                                | Erick Charton    | PCF    |
| Les dades anteriors no són conegudes. |                  |        |
|                                       |                  |        |

## Demografia
| 1962 | 1968   | 1975   | 1982   | 1990   | 1999   | 2006   |
| ---- | ------ | ------ | ------ | ------ | ------ | ------ |
| -    | 28.418 | 28.299 | 27.566 | 26.861 | 26.390 | 32.476 |